# Every Turn of the World
Another Page – trzeci album studyjny amerykańskiego wokalisty Christophera Crossa wydany w listopadzie 1985 przez wytwórnię Warner Bros. Records pod numerem katalogowym 1-25341 (USA). 

## Spis utworów
| A1. | "Every Turn Of The World" (Christopher Cross/John Betis/Michael Omartian)         | 4:02  |
|     |                                                                                   |       |
| A2. | "Charm The Snake" (Christopher Cross/Michael Omartian)                            | 4:24  |
|     |                                                                                   |       |
| A3. | "I Hear You Call" (Christopher Cross /John Betis/Michael Omartian)                | 3:41  |
|     |                                                                                   |       |
| A4. | "Don't Say Goodbye" (Christopher Cross/John Betis/Billy Alessi)                   | 3:32  |
|     |                                                                                   |       |
| A5. | "It's You That Really Matters" (Christopher Cross/Will Jennings)                  | 3:59  |
|     |                                                                                   |       |
| B1. | "Love Is Love (In Any Language)" (Christopher Cross /Michael Omartian/John Betis) | 4:27  |
|     |                                                                                   |       |
| B2. | "Swing Street" (Christopher Cross /Michael Omartiam/Will Jennings)                | 4:14  |
|     |                                                                                   |       |
| B3. | "Love Found A Home" (Christopher Cross)                                           | 3:29  |
|     |                                                                                   |       |
| B4. | "That Girl" (Christopher Cross/John Bettis)                                       | 3:28  |
|     |                                                                                   |       |
| B5. | "Open Your Heart" (Christopher Cross /Will Jennings)                              | 5:39  |
|     |                                                                                   |       |
|     |                                                                                   | 40:55 |
|     |                                                                                   |       |

## Muzycy
- Christopher Cross – wokal, gitara, syntezator
- Richard Marx – chórki
- Alexandra Brown – chórki
- Khalig Glover – chórki
- Lynn Blythe Davis – chórki
- Portia Griffin – chórki
- Vesta Williams – chórki
- John Chemay – gitara basowa
- John Robinson – perkusja
- Paulinho Da Costa – perkusja
- Michael Omartian – instrumenty klawiszowe, syntezator
- Gary Herbig – saksofon
- Kim Hutchcroft – saksofon
- Chuck Findley – trąbka
- Gary Grant – trąbka
- Jerry Hey – trąbka
- Marcus Ryle – programowanie (syntezator)

## Produkcja
- Michael Omartian – producent, aranżer
- John Guess – inżynier dźwięku, miksowanie
- Laura Livingston – drugi inżynier
- Tom Fouce – drugi inżynier
- James Wolfford – drugi inżynier
- Mark Linett – asystent inżyniera
- Steve Hall – mastering
- Steve Sakai – zdjęcia
- Jen McManus – kierownictwo artystyczne
- Laura LiPuma – kierownictwo artystyczne
- Margo Chase – design (logo)

## Pozycje na listach
| Lista 1985                      | Pozycja |
| ------------------------------- | ------- |
| Lista amerykańska Billboard 200 | 158     |

## Notowania singli
| Rok  | Singel            | Notowania                           | Poz. |
| ---- | ----------------- | ----------------------------------- | ---- |
| 1985 | "Charm the Shake" | Lista amerykańska Billboard Hot 100 | 68   |